# Латинский собор (Львов)
 Собор Успения Девы Марии  (Архикафедральная базилика Успения Пресвятой Девы Марии, укр. Архикатедральна базиліка Успіння Пресвятої Діви Марії, пол. Bazylika Archikatedralna pw. Wniebowzięcia Najświętszej Marii Panny) — католический собор во Львове (Украина). Кафедральный собор Львовского архидиоцеза, один из четырёх храмов Украины, имеющих почётный статус «малой базилики». Памятник архитектуры. Единственный памятник во Львове, значительно сохранивший черты первоначального готического облика. Здесь 1 апреля 1656 года польский король Ян II Казимир дал львовские обеты. 25 июня 2001 года храм посетил папа римский Иоанн Павел II. Адрес — Кафедральная площадь, д. 1.

## История сооружения и реставрации
Строительство Латинского собора начал львовский архитектор П. Штехер в 1360 году, продолжали работы И. Гром и А. Рабиш, закончил строительство в 1479 году Г. Штехер.
В 1672 году после осады Львова турками на стене храма повесили турецкие пушечные ядра.
В 1760—1778 годах велись реставрационные работы проведённые по проекту и под руководством львовского зодчего Петра Полейовского, который значительно изменил внешний вид здания, придав ему популярные тогда формы архитектуры барокко; были снесены многочисленные часовни, окружавшие храм.
В 1892—1930 годах с перерывами велись реставрационные работы с целью вернуть памятнику первоначальный готический облик (архитектор М. Ковальчук, профессора В. Садловский и Т. Обминский).
В 1910 году на стене собора установили мемориальную доску в честь 500-летия битвы под Грюнвальдом, где объединённые войска славянских народов нанесли поражение Тевтонскому ордену. В 1941 году доску уничтожили гитлеровцы.

## Архитектура

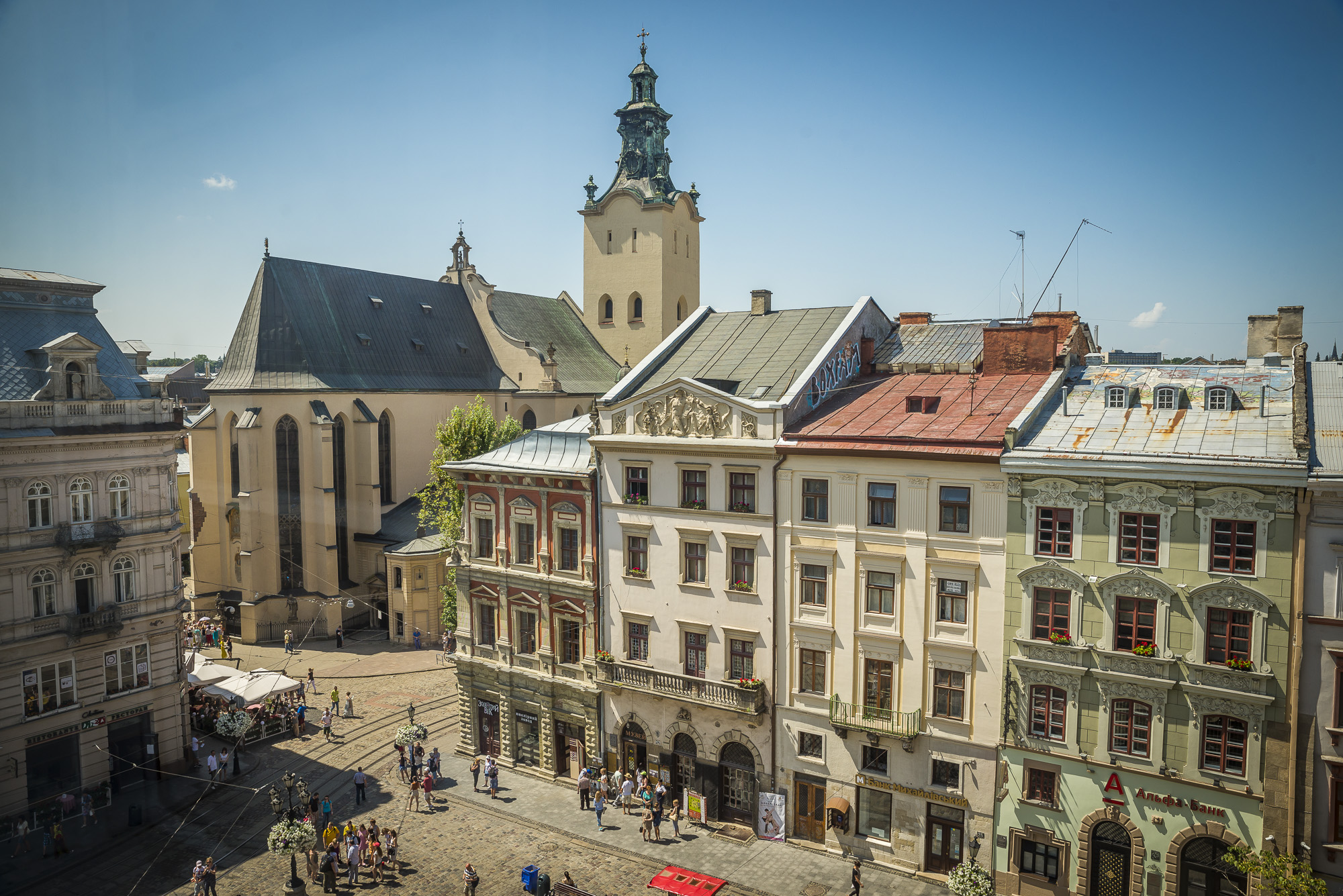
Вид на собор с Площади Рынок

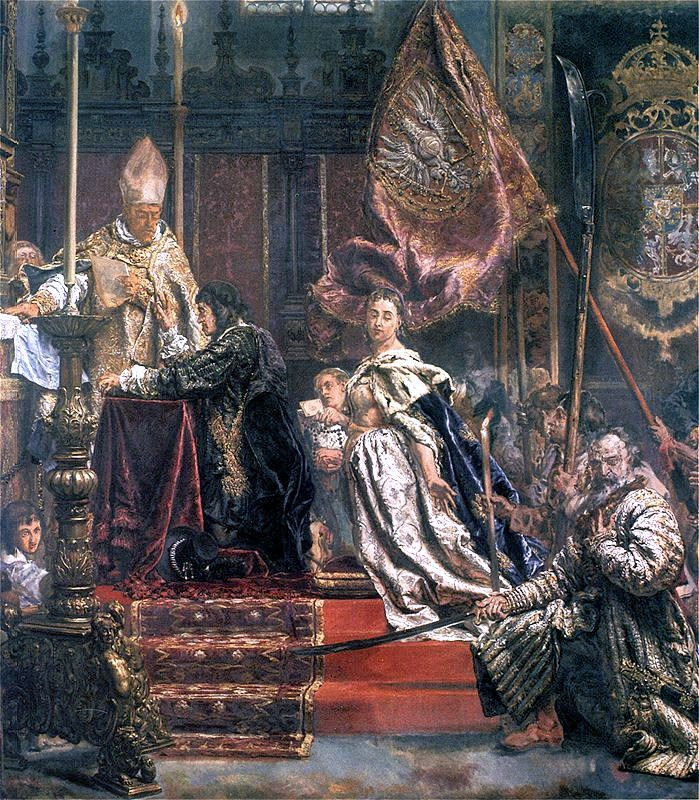
Обеты Иоанна Казимира в Латинском соборе 1 апреля 1656 года (фрагмент картины Яна Матейко)

Собор выполнен из камня, трёхнефный, зального типа, с вытянутой гранёной апсидой. Памятник имеет 67 метров в длину и 23 метра в ширину. Основное пространство близко по объёму к кубу, но вокруг собора было пристроено множество часовен, из-за чего его объём имеет более сложную конфигурацию. Готическую вертикальность здания усиливает высокий щипец крыши. Башня-колокольня, расположенная на главном фасаде костёл, с левой стороны от входа, создаёт иллюзию асимметричности фасада, поскольку первоначально планировалось возведение двух таких башен - по обе стороны от главного входа в костёл. Однако, вторая (правая) башня была построена лишь на половину своей проектной высоты. Её строительство так и не было завершено.  В интерьере высокие пучковые колонны поддерживают стрельчатые арки и свод с готическими нервюрами; стены и свод покрыты фресками. В интерьере и внешнем декоре здания сохранилось множество произведений мемориальной скульптуры.

## Часовни

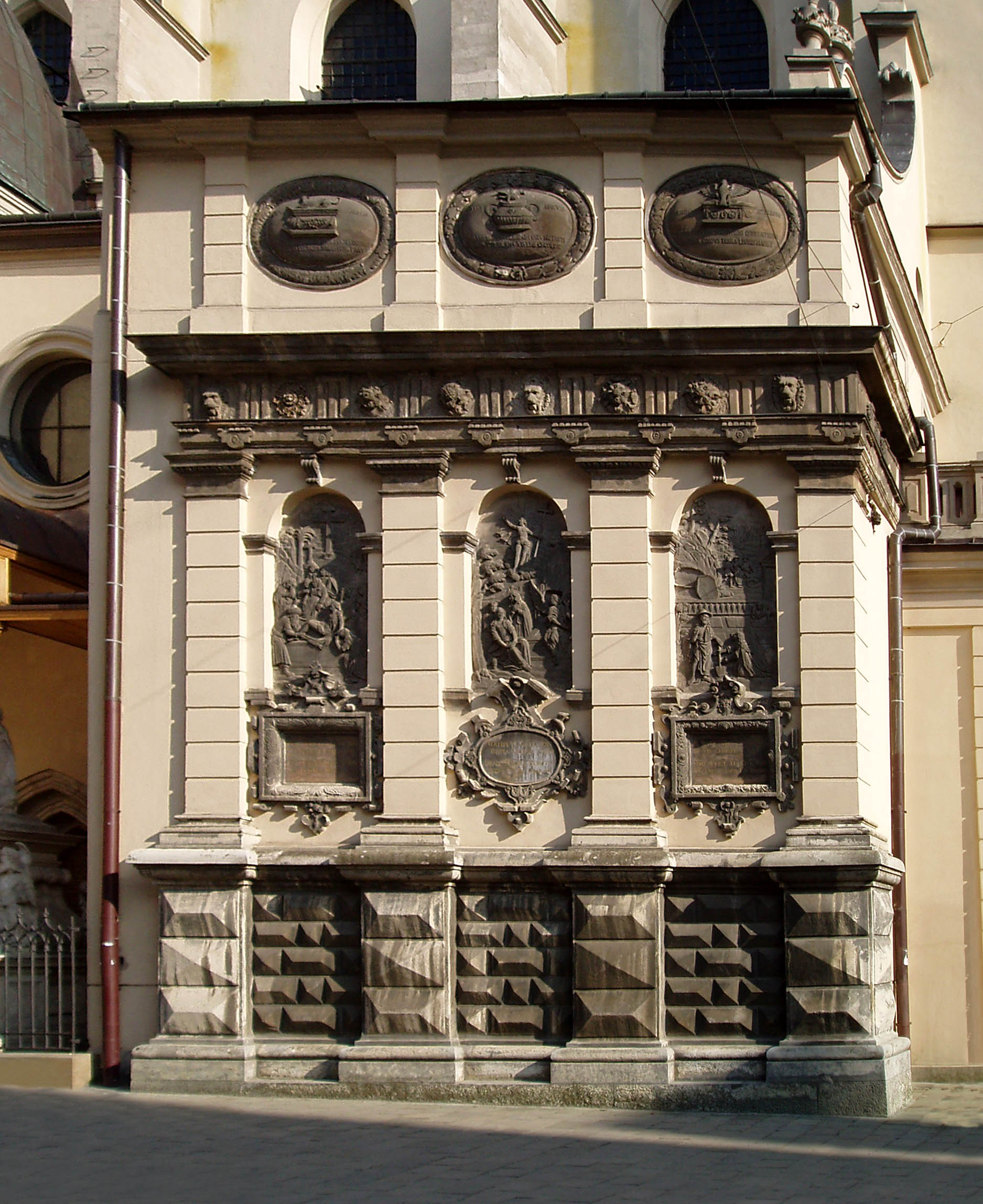
Часовня Кампианов

Вокруг Кафедрального костёла в средневековье находилось кладбище. Только в 1765 году все погребения, кроме часовни Боимов, а также надгробия и склепы были снесены с площади, а дальнейшие захоронения на ней — запрещены. Остался ряд часовен XVI, XVII и XVIII веков, которые были пристроены к основному объёму Латинского собора:
- часовня Милевских, так же называемая часовней Бильчевских. Построена в XVI веке, изменена в стиле модернизма в 1904 году;
- часовня Богоматери Ченстоховской с мраморным надгробием коменданта Львова Павла Гродзицкого (умер в 1634 году);
- часовня Распятия, в стиле рококо, XVIII век, некогда с мощами Якова Стрепы, архиепископа львовско-галицкого (умер в 1411 году);
- часовня Замойских с двумя алебастровыми склепами архиепископов Иоанна Замойского (умер в 1614 го]у) и Иоанна Тарновского (умер в 1669 году);
- часовня Бучацких с копией картины Питера Пауля Рубенса;
- часовня Святых Даров, в стиле рококо, XVIII век, с фресками Станислава Строинского;
- часовня св. Антония Падуанского;
- часовня Кампианов, самая известная из часовен Латинского собора.

В Латинском соборе были захоронены также польские воины, павшие в многочисленных войнах, которые вела Речь Посполитая. Сюда с войны против молдавского господаря Богдана в 1450 году привезли тела русского воеводы Петра Одровонжа, Николая Поравы, Михаила Бучанского и командиров львовских добровольцев Януша и Адама Замхов. Здесь же были похоронены погибшие в 1506 году в битве против татар Щенсны и Григорий Струси; погибшие в битве под Сокалем 2 августа 1519 года представители знатнейших фамилий: Гербурты, Боратинские, Фредры. Тела павших клали в гробы, покрытые ярко-красным бархатом «в знак пролитой крови».

## Витражи
Все витражи были выполнены в конце XIX века на основании конкурсов известными художниками.
- С левой, северной стороны находятся витражи:
  - «Хиротония Григория из Сянока на архиепископа львовского» работы Тадеуша Попеля.
  - «Обеты Яна Казимира» Юзефа Мехоффера.
  - «Основатель собора Казимир Великий» Эдуарда Лепшего.
- В среднем окне над главным алтарём есть витраж «Пресвятая Дева Мария, увенчанная польской короной», выполненный в 1902 году по проекту Эдуарда Лепшего.
- С правой, южной стороны есть пять окон с витражами:
  - «Защита Львова Святым Яном из Дукли» Станислава Качора Батовского.
  - «Святые покровители Речи Посполитой» Яна Матейко и Томаша Лисевича.
  - «Святое семейство» Фердинанда Лауфбергера.
  - «Богоматерь Подкаменецкая» Тадеуша Крушевского.
  - «Святой Константин и Святая Елена» Юлиана Макаревича.

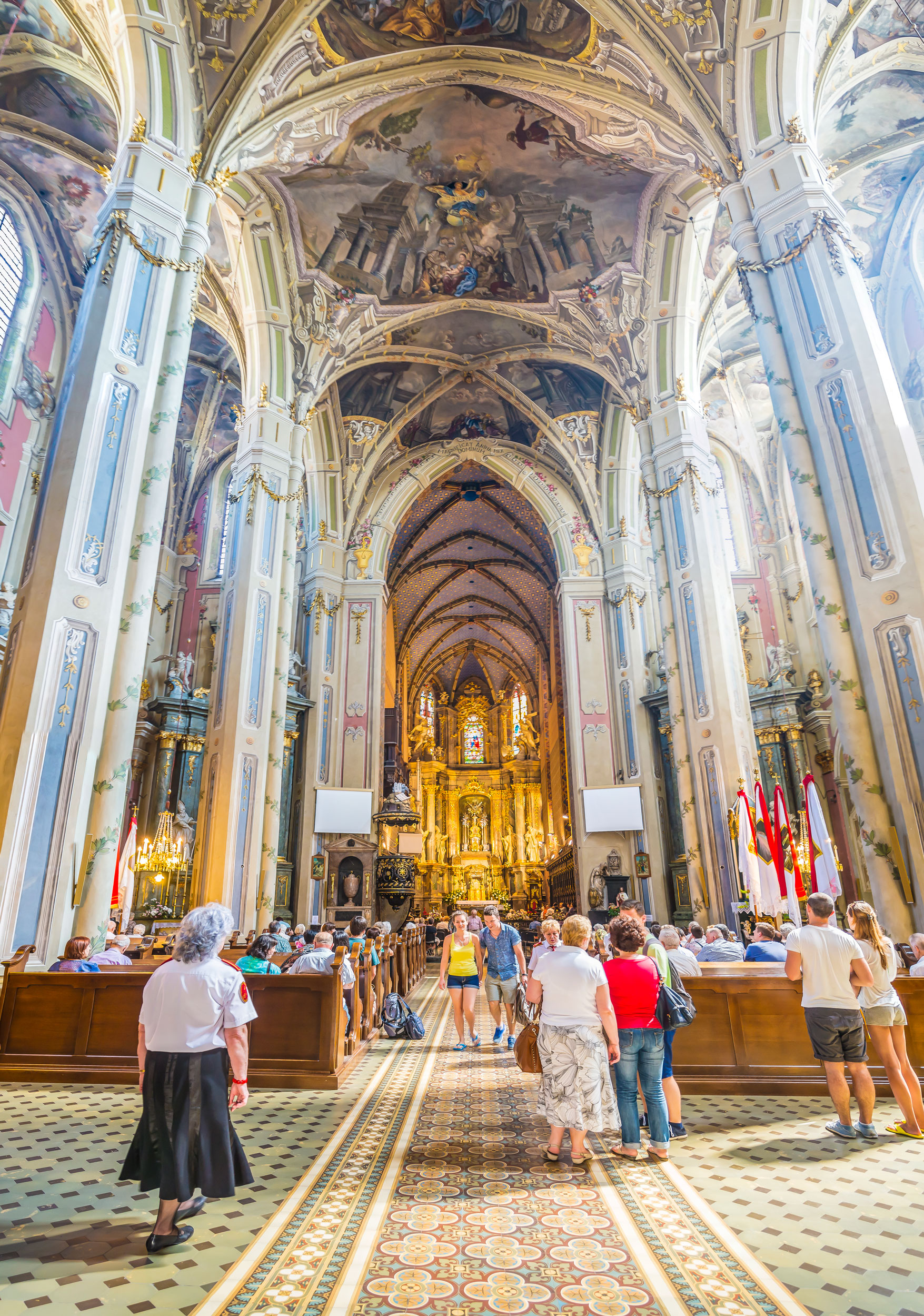
Интерьер храма
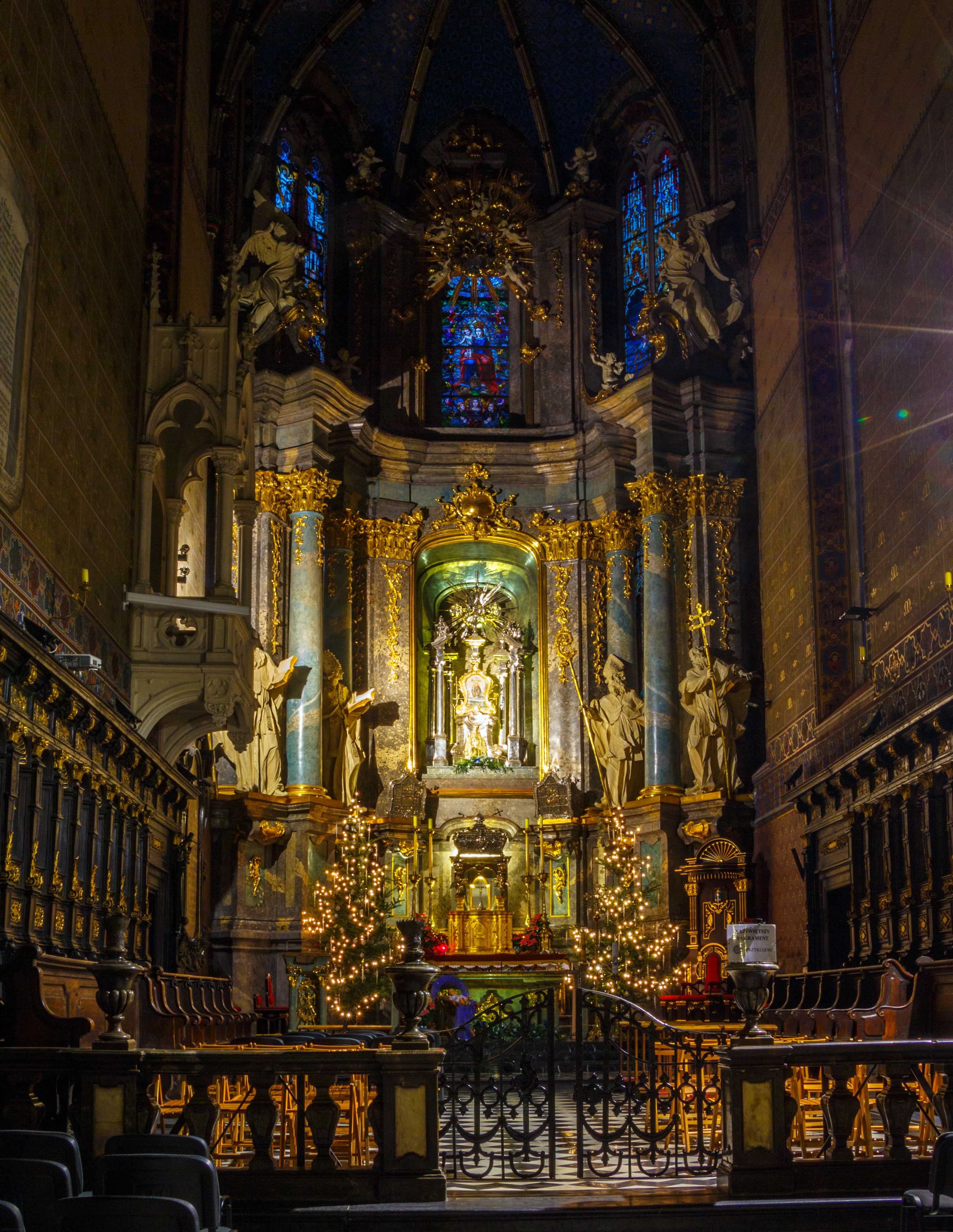
Алтарь собора в рождественский период
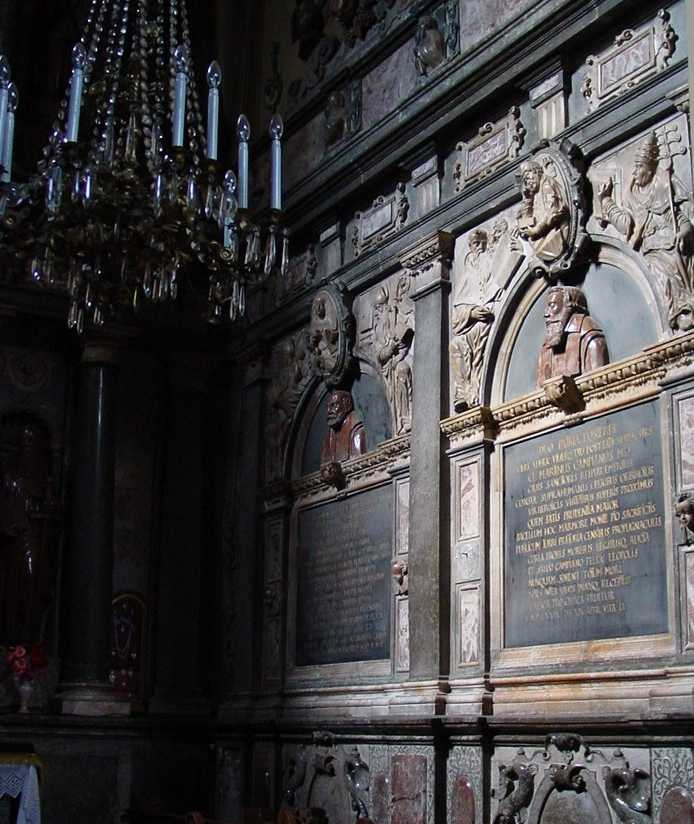
Резьба в интерьере часовни Кампианов
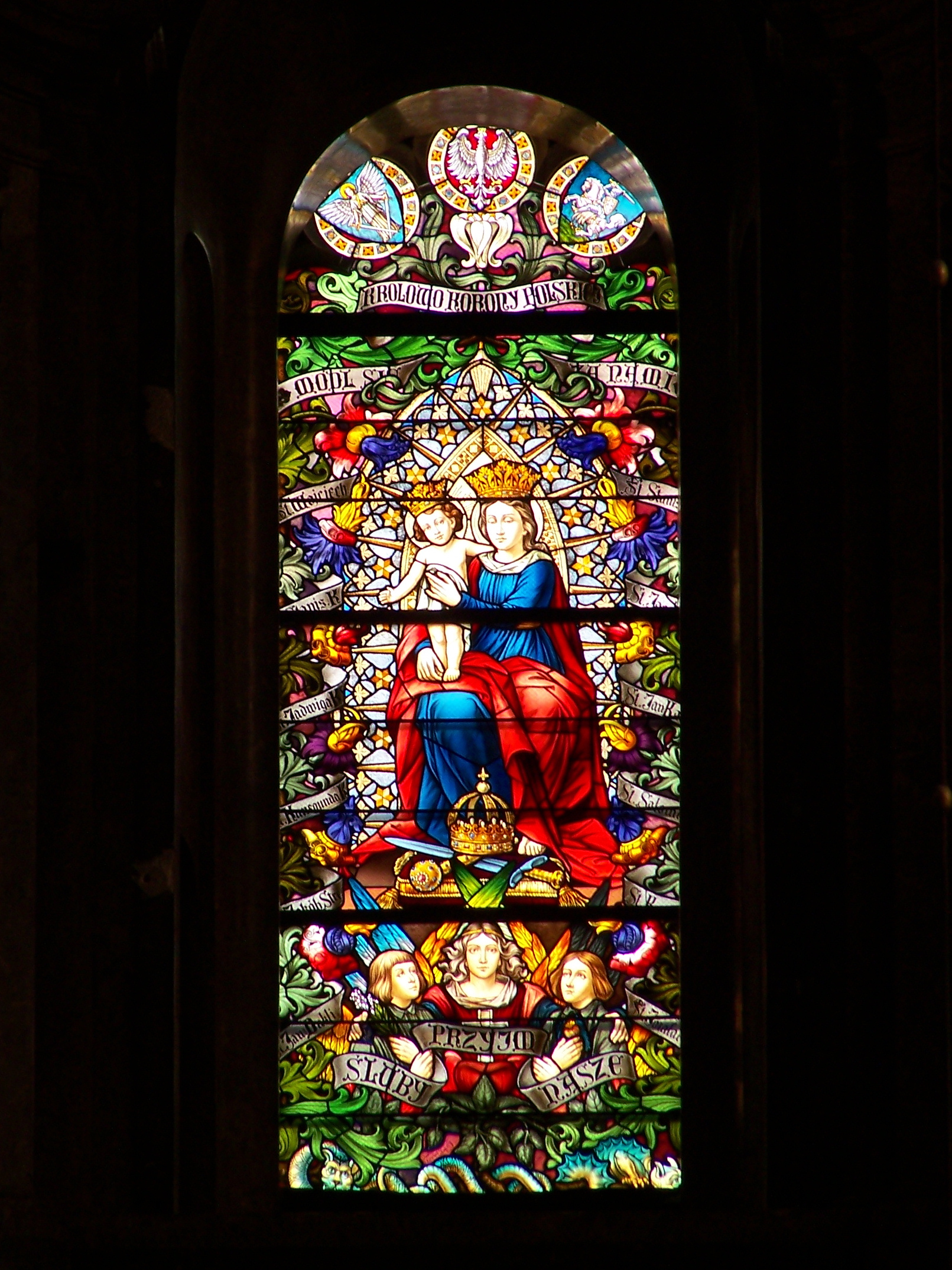
Витраж «Пресвятая Дева Мария, увенчанная польской короной»